# Siripriset
Siripriset är ett litterärt pris, instiftat 2000. Det är ett alternativt pris (skuggpris) till Augustpriset. Priset är uppkallat efter Siri von Essen. Priset tycks dock inte ha blivit utdelat sedan 2008.

## Pristagare
- 2000 – Agneta Pleijel för Lord Nevermore
- 2001 – Elsie Johansson för Nancy
- 2002 – Stewe Claeson för Rönndruvan glöder
- 2003 – Kristina Lugn för Hej då, ha det så bra!
- 2004 – Ola Larsmo för En glänta i skogen
- 2005 – Carola Hansson för Mästarens dröm
- 2006 – Jonas Gardell för Jenny
- 2007 – Theodor Kallifatides för Mödrar och söner
- 2008 – Ulf Danielsson för Den bästa av världar

### Fotnoter
1. ↑  Redaktionen (7 december 2006). ”Gardell får Siripriset för boken ”Jenny”” (på svenska). Dagen. https://www.dagen.se/kultur/gardell-far-siripriset-for-boken-jenny-1.208051. Läst 15 juni 2011.